# Wilhelm Freddie
Wilhelm Freddie, né Christian Frederik Wilhelm Carlsen, né le 7 février 1909 à Copenhague et mort le 26 octobre 1995 dans la même ville, est un peintre, sculpteur et cinéaste danois.

## Biographie
Christian Frederik Wilhelm Carlsen naît le 7 février, ou le 7 novembre 1909 à Copenhague.
Il étudie brièvement au lycée technique et à l'Académie royale des beaux-arts du Danemark de Copenhague, mais il est en grande partie autodidacte. Freddie peint ses premières œuvres abstraites en 1926, mais en 1929, il fait la connaissance du périodique d'André Breton, La Révolution surréaliste. Après avoir rencontré Salvador Dalí en 1929, il contribue à introduire le surréalisme au Danemark - à la consternation des critiques d'art et du public. Dès lors, il ne cesse de choquer.
L'année suivante, il introduit le surréalisme en Scandinavie avec le tableau Liberté, égalité et fraternité (col. privée), qu'il expose à la Kunstnernes Efterårsudstilling ("Exposition d'automne des artistes"). En 1934, il rencontre les peintres Harry Carlsson et Vilhelm Bjerke-Petersen. Par l'intermédiaire de Bjerke-Petersen, Freddie participe à l'exposition internationale cubiste-surréaliste à Den Frie (l'Exposition libre) à Copenhague en janvier 1935. Freddie y expose avec Magritte, Man Ray, Arp, Miró, Dalí, Yves Tanguy et d'autres. Il participe également aux grandes expositions surréalistes internationales qui suivront.
En 1937, une de ses expositions est interdite par la police danoise et trois de ses tableaux, jugés pornographiques, sont confisqués et envoyés au Musée de Criminologie (pour être rendus seulement en 1961), et Freddie est envoyé en prison.
Travaillant au départ sur une ligne quelque peu abstraite, il se tourne rapidement vers un surréalisme plus réaliste, pour revenir plus tard à l'art abstrait. Certaines de ses œuvres sont très controversées et considérées comme pornographiques à leur époque, entraînant la confiscation des œuvres et son emprisonnement bien que ses mérites artistiques sont reconnus plus tard.
Certaines des œuvres de Freddie critiquent le nazisme et le fascisme, comme les peintures de 1936 Méditation sur l'amour anti-nazi  et Phénomène psychophotographique, et son exposition de 1938 Surreal-Sex. Opposant déterminé à l'occupation nazie, il est contraint de fuir en Suède en 1944. Il y reste jusqu'en 1950. 
En 1949 et 1950, Freddie réalise deux courts métrages, The Definite Rejection of a Request for a Kiss ( Det definitive afslag på anmodningen om et kys ) et Eaten Horizons ( Spiste horisonter ).
Il meurt le 26 octobre,, 28 octobre ou le 24 novembre 1995 dans sa ville natale.

## Expositions
- 1931, Folmer Bonnen, Copenhague[1].
- 1936, Exposition internationale du surréalisme, Londres[1].
- 1965, galerie de l'Université, Paris[1].

## Rétrospectives
- 1967, Musée de Göteborg, Suède[1].
- 1974, Århus, Danemark, et Helsinki, Finlande[1].
- 1989, Statens Museum for Kunst, Copenhague, et Liljevalchs, Stockholm[1].
- 1990, galerie 1900-2000, Paris[1].